# 阿部幸大
阿部 幸大（あべ こうだい、1987年7月13日 - ）は、日本の文学研究者。専門は日米文化史。
筑波大学人文社会系助教（2024年度時点）。北海道釧路市出身。

## 略歴
学士・修士課程は東京大学文学部（現代文芸論）で柴田元幸に師事（それぞれ2012年に卒業、2014年に修了）。博士課程は東京大学大学院人文社会系研究科英語英米文学で諏訪部浩一に師事。
英語参考書『暗殺教室：殺たん』シリーズの英語監修のほか、『とんかつDJアゲ太郎』の英語台詞の翻訳なども手掛ける。
2017年、『ROCKIN'ON』誌が主催する第3回音楽文大賞にて「Out of the Pocket──「ネオ・ソウル」再考、あるいは複数化するグルーヴ」で入賞。
2018年、『現代ビジネス』にて「「底辺校」出身の田舎者が、東大に入って絶望した理由──知られざる「文化と教育の地域格差」」を発表、大きな話題となる。
2019年、日本英文学会より英語論文 "'The Ad Hoc Adventure': Pynchon's Ecological Nationalism in Gravity's Rainbow" で第42回新人賞を受賞。
2020年、日本アメリカ文学会より英語論文 "Translating Trauma: Melancholic Love and Ugly Feelings in Beloved" で第11回新人賞を受賞。
2025年、初単著『まったく新しいアカデミック・ライティングの教科書』が第15回紀伊國屋じんぶん大賞で第5位に入賞。また、東京大学や京都大学を含む多くの大学生協にて年間1位を記録している。

## 学歴・職歴[8][9]
- 2006年、道立北海道釧路湖陵高等学校普通科を卒業。2008年、東京大学 文科三類に入学。2012年、東京大学文学部（現代文芸論）卒業。2014年、東京大学大学院人文社会系研究科修士課程（現代文芸論）を修了。同年、同大学院博士課程（英語英米文学）へ進学する。
- 2014-17年、日本学術振興会特別研究員（DC1）。研究課題は「キャラクター・アナリシスによるトマス・ピンチョンの小説研究」
- 2016-17年に東京藝術大学、2017年にお茶の水女子大学にて非常勤講師を務める。
- 2017年、ニューヨーク州立大学ビンガムトン校比較文学科博士課程に進学。また2017-19年、フルブライト奨学生（大学院留学プログラム）となる。研究課題は「グローバル時代の戦争文学」。続いて2019-20年はフルブライト記念財団吉田育英会奨学生（大学院留学奨学金）。研究課題は「「部外者」たちの応答可能性──戦後文学と他者のトラウマ」
- 2023年、ニューヨーク州立大学より博士号取得（Ph.D in comparative literature）。同年8月より現職[2]。

## 著作

### 単著
- 『まったく新しいアカデミック・ライティングの教科書』光文社、2024年。ISBN　978-4-334-10380-4
- 『ナラティヴの被害学』文学通信、2025年。ISBN　978-4-86766-071-3

### 共著
- （松井優征・久麻當郎）『暗殺教室 殺たん』集英社〈JUMP j BOOKS〉、2014年。　※松井：原作、久麻：小説、阿部：英語監修。以下同じ。
- （松井優征・久麻當郎）『暗殺教室 殺たん：基礎単語でわかる！熟語の時間』集英社〈JUMP J BOOKS〉、2015年。
- （松井優征・久麻當郎）『暗殺教室 殺たん：解いて身につく！文法の時間』集英社〈JUMP J BOOKS〉、2016年。
- （松井優征・久麻當郎）『暗殺教室 殺たん：センター試験から私大・国立まで！問題集の時間』集英社〈JUMP J BOOKS〉、2017年。